# Cieza (Cantabria)
Cieza es un municipio de la comunidad autónoma de Cantabria (España). Limita al norte con Mazcuerras y Los Corrales de Buelna, al oeste con Ruente y al sureste con Arenas de Iguña. Está situado en la comarca del Besaya, en la parte oriental de la Reserva Nacional de Caza del Saja.
La cercanía a los centros industriales de Torrelavega y Los Corrales de Buelna, así como la situación en la principal vía de comunicación con Castilla y León hicieron que la gente de Cieza pronto abandonara, o al menos compartiera, las actividades agropecuarias y se dedicase a trabajar en las fábricas de dichas localidades.
A pesar de esta situación, la población local está sufriendo una regresión debido a la emigración y al envejecimiento. Es por ello que se estén llevando a cabo algunas iniciativas para recuperar la economía de la zona basándose en la actividad turística rural, entre otras. Es de destacar que se espera en el valle que la construcción de la Autovía de la Meseta contribuya también a recuperar efectivos tanto económicos como poblacionales, además de la propia mejora de la comunicación.
Entre el patrimonio histórico que alberga Cieza destaca la calzada romana que en tiempos de la Antigua Roma conectaba Pisoraca (Herrera de Pisuerga, Palencia) con Portus Blendium (Suances, Cantabria) y usado durante años como paso entre los valles de Buelna y Cieza. De la Edad de Hierro proviene el castro del Cueto del Agua.
El lema del municipio es la frase latina aut Cieza, aut nihil (en español, o Cieza, o nada).[cita requerida]

## Geografía
Con una extensión de 44,7 kilómetros cuadrados, Cieza es el cuadragésimo primer municipio de Cantabria por superficie (ver tabla).
El municipio está situado en la zona central de Cantabria, dentro de la comarca del Besaya. El territorio municipal se extiende ocupando toda la cuenca del río Cieza, tributario del Besaya en su tramo medio. Limita al norte con los términos de Mazcuerras y Los Corrales de Buelna, al sur con Arenas de Iguña, al oeste con Ruente y al este nuevamente con Los Corrales de Buelna y Arenas de Iguña.
|               | Norte: Mazcuerras y Los Corrales de Buelna | Nordeste: Los Corrales de Buelna               |
| Oeste: Ruente |                                            | Este: Los Corrales de Buelna y Arenas de Iguña |
|               | Sur: Arenas de Iguña                       | Sureste: Arenas de Iguña                       |

### Clima
El territorio municipal se ubica en la región climática de la Ibéria Verde de clima Europeo Occidental, clasificada también como clima templado húmedo de verano fresco del tipo Cfb según la clasificación climática de Köppen.
Los principales rasgos del municipio a nivel general son unos inviernos suaves y veranos frescos, sin cambios bruscos estacionales. El aire es húmedo con abundante nubosidad y las precipitaciones son frecuentes en todas las estaciones del año, con escasos valores excepcionales a lo largo del año.
La temperatura media de la región ha aumentado en los últimos cincuenta años 0,6 grados, mientras que las precipitaciones ha experimentado un descenso del diez por ciento. Cada uno de los años de la serie 1981-2010 fueron claramente más secos y cálidos que los de la serie 1951-1980. Y todo indica que las fluctuaciones intra-estacionales del régimen termo-pluviométrico fueron más intensas durante el periodo 1981-2010.

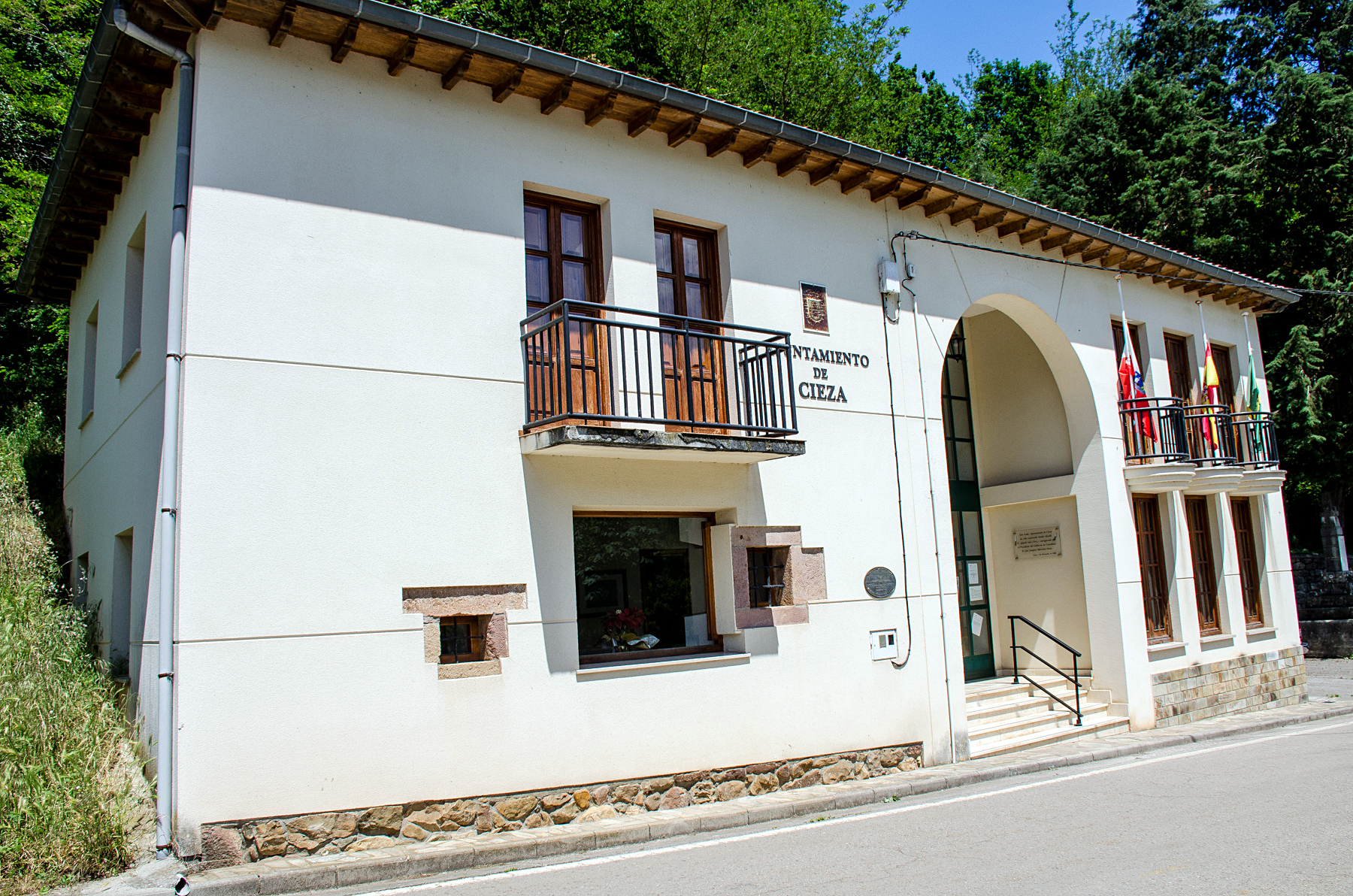
Ayuntamiento de Cieza

## Demografía
Cieza cuenta con una población de 544 habitantes (INE 2024).
| Gráfica de evolución demográfica de Cieza entre 1842 y 2021                                                         |
| |
| Población de derecho según los censos de población del INE Población de hecho según los censos de población del INE |

## Administración y política

### Gobierno municipal
Agustín Sáiz Pérez (PP) es el actual alcalde del municipio, tras revalidar su cargo en las elecciones municipales de 2007.
| Partido político                         | 2023  | 2023  | 2023       | 2019  | 2019  | 2019       | 2015  | 2015  | 2015       | 2011  | 2011  | 2011       | 2007  | 2007  | 2007       | 2003  | 2003  | 2003       |
| Partido político                         | Votos | %     | Concejales | Votos | %     | Concejales | Votos | %     | Concejales | Votos | %     | Concejales | Votos | %     | Concejales | Votos | %     | Concejales |
| Partido Popular (PP)                     | 177   | 45,03 | 4          | 168   | 42,74 | 3          | 195   | 43,62 | 4          | 253   | 52,71 | 4          | 252   | 48,28 | 4          | 267   | 48,63 | 4          |
| Vox                                      | 121   | 30,78 | 2          | —     | —     | —          | —     | —     | —          | —     | —     | —          | —     | —     | —          | —     | —     | —          |
| Partido Regionalista de Cantabria (PRC)  | 49    | 12,46 | 1          | 63    | 16,03 | 1          | 88    | 19,69 | 1          | 121   | 25,21 | 2          | 107   | 20,50 | 1          | 112   | 20,40 | 1          |
| Partido Socialista Obrero Español (PSOE) | 44    | 11,19 | 0          | 98    | 24,93 | 2          | 46    | 10,29 | 0          | 93    | 19,38 | 1          | 162   | 31,03 | 2          | 165   | 30,05 | 2          |
| Ciudadanos (CS)                          | —     | —     | —          | 62    | 15,77 | 1          | —     | —     | —          | —     | —     | —          | —     | —     | —          |       |       |            |
| Compromiso por Cantabria (CxC)           | —     | —     | —          | —     | —     | —          | 112   | 25,06 | 2          | —     | —     | —          | —     | —     | —          |       |       |            |

### Organización territorial
Sus 544 habitantes (INE 2024), se distribuyen en:
- Collado, 78 hab.
- Villasuso de Cieza, 188 hab.
- Villayuso de Cieza (Capital), 278 hab.

## Localidades hermanadas
- Cieza, Región de Murcia, España)

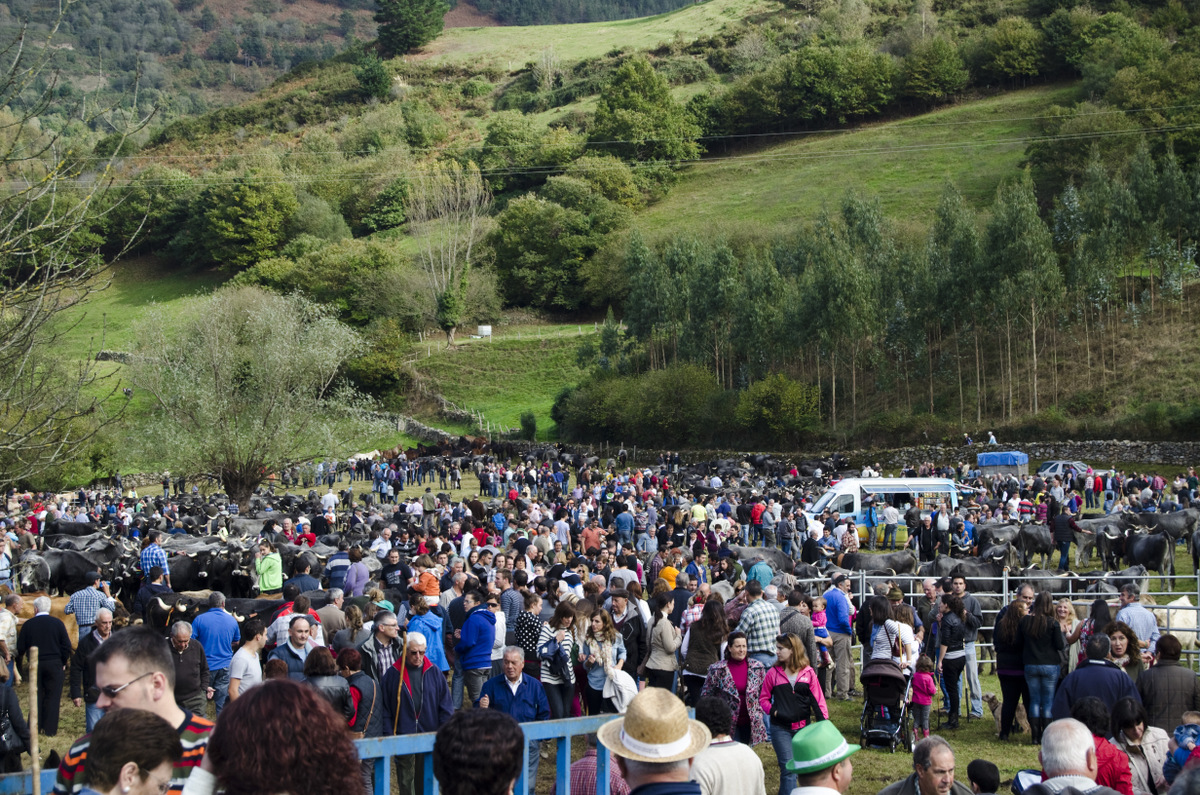
Feria de ganado en Cieza en 2013
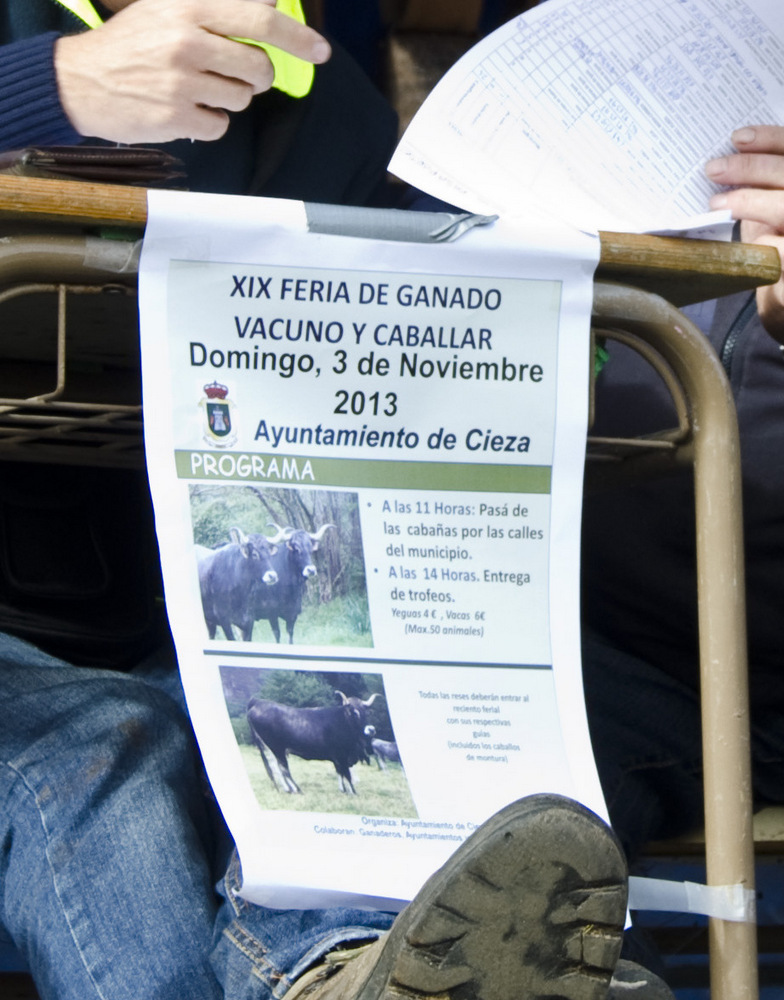
Cartel de la feria de ganado de 2013
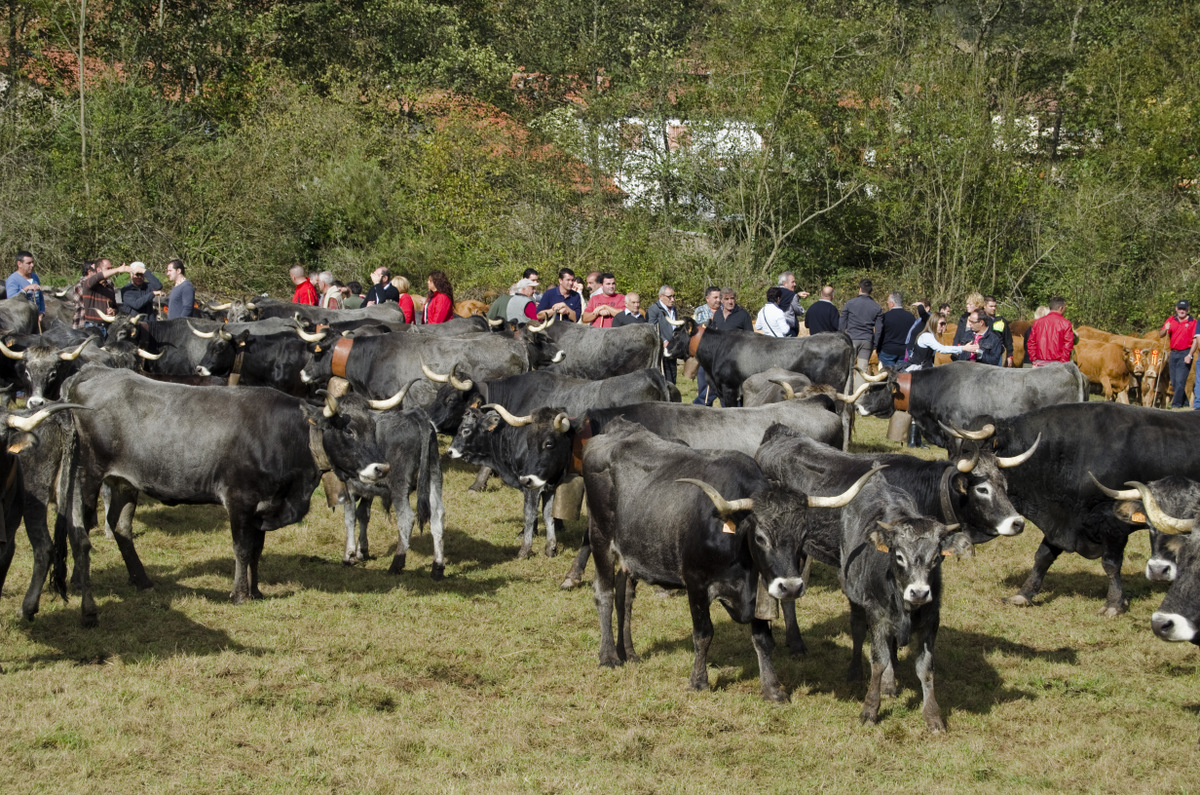
Feria de ganado en Cieza de 2013
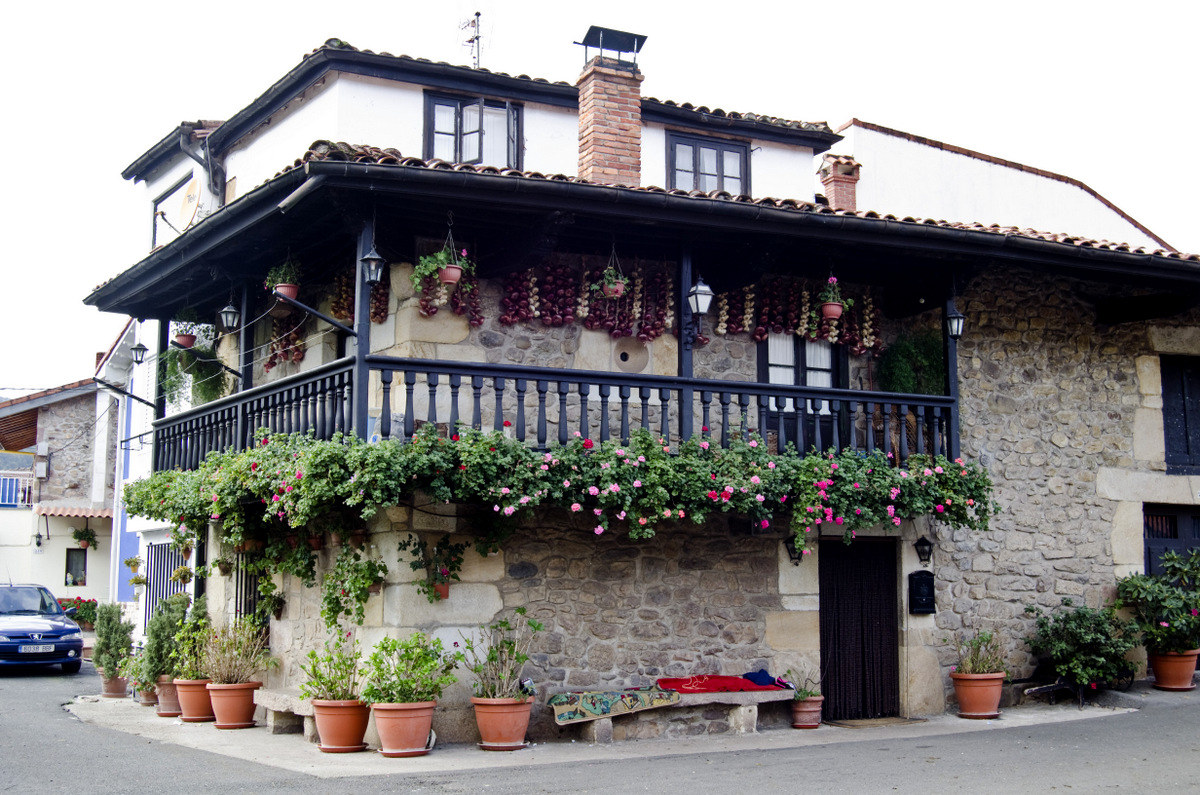
Casa montañesa en Villayuso de Cieza
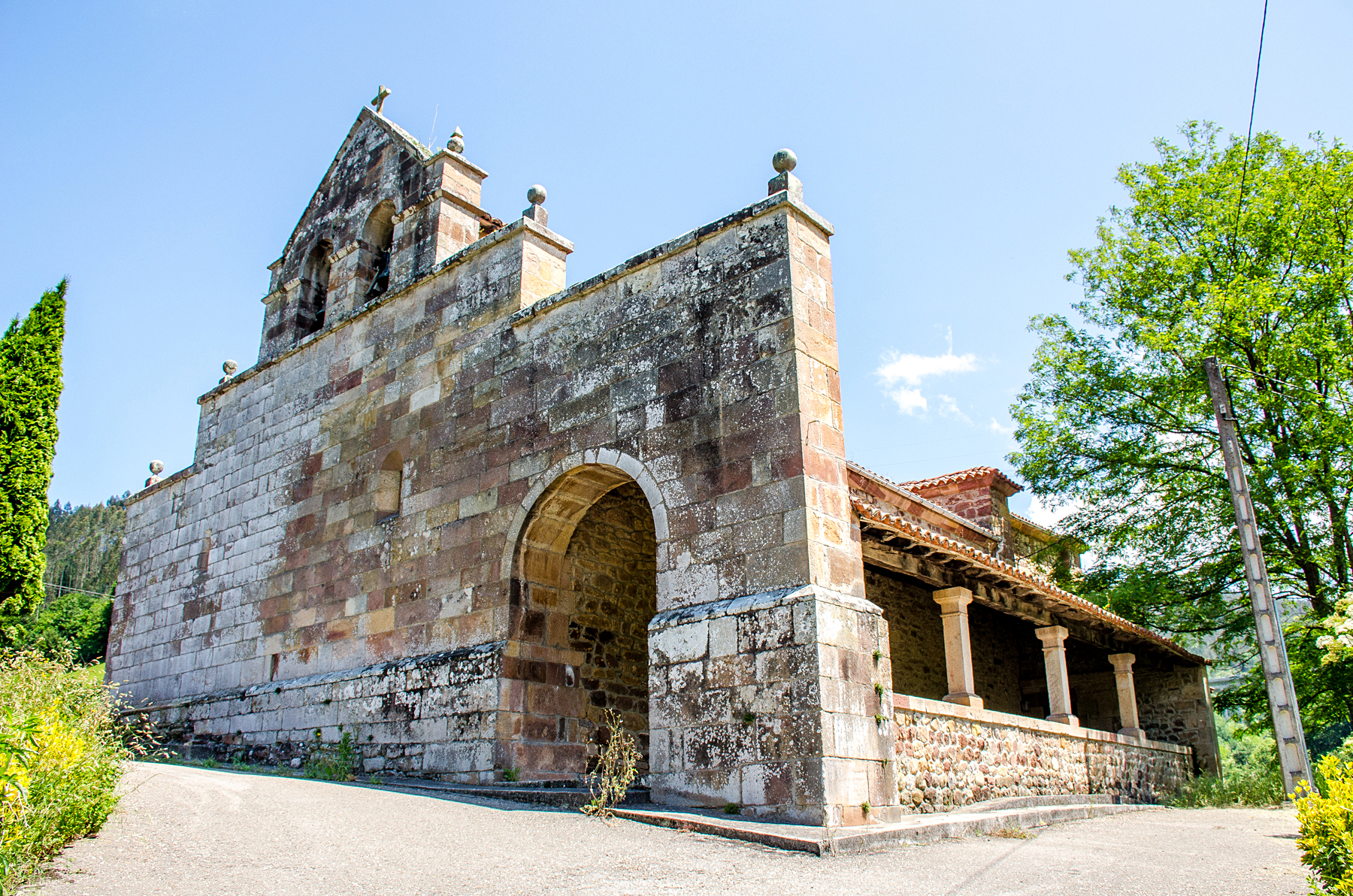
Iglesia de San Tirso (Villayuso de Cieza)
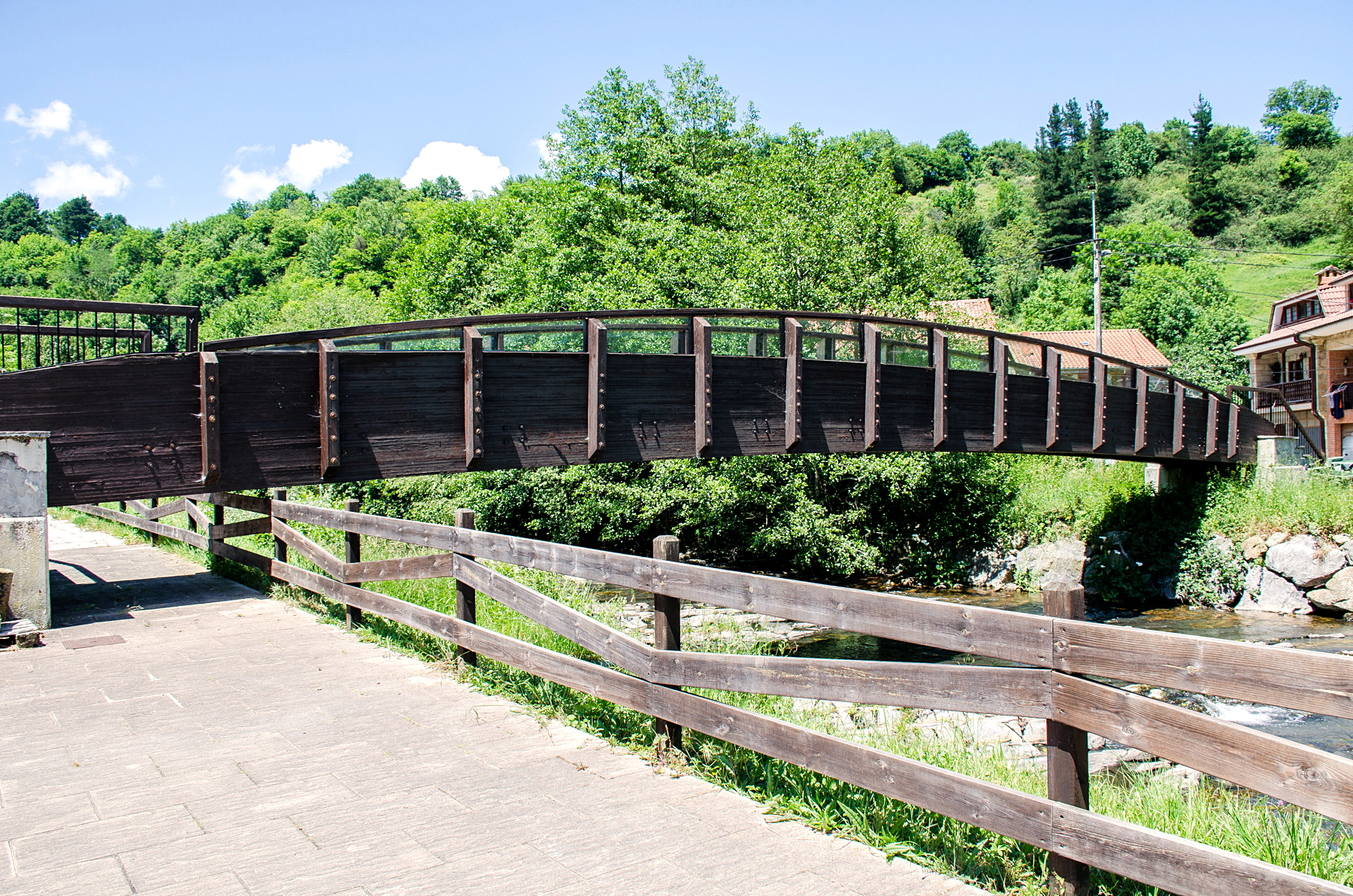
Puente peatonal de arco (Villasuso de Cieza)